# Aparicio Pereyra Almeida
Aparicio Pereyra Almeida (San José, 1896 - Posadas, 19 de noviembre de 1984) fue un político y sindicalista argentino, que ocupó el cargo de gobernador del entonces Territorio Nacional de Misiones desde 1946 a 1949 designado por el presidente Juan Domingo Perón.

## Biografía

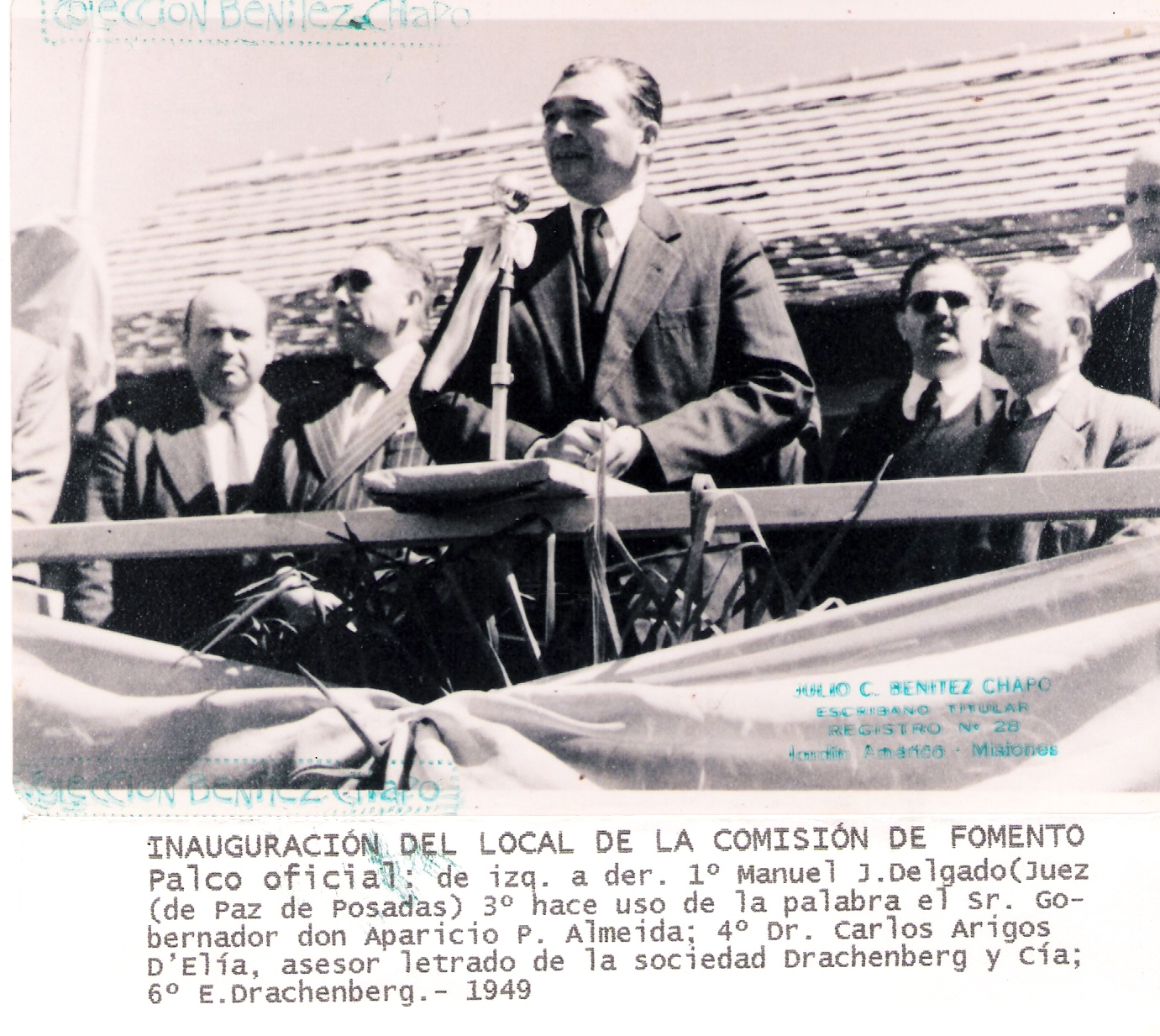
El gobernador Aparicio Almeida en la inauguración del local de la Comisión de Fomento de Jardín América en 1949.

Nació en la localidad misionera de San José, perteneciente una familia de agricultores. , vivió en Posadas, en Puerto Piray trabajando para Alto Paraná como cosechador de yerba mate y luego administrador, en Puerto Iguazú, Corpus y San Ignacio. Posteriormente, se radicó en Buenos Aires donde estudió para tenedor de libros, y allí se vinculó con grupos sindicales y políticos, y comenzó su adhesión al socialismo sorprendido por la dialéctica del diputado Alfredo Palacios, para tiempo después simpatizar con el peronismo. desarrollo una activa labor como
líder en el Sindicato de Empleados de Comercio y además formó parte del movimiento
provincialista que propugnaba la provincialización de Misiones. 
Fue secretario del Centro de Empleados de Comercio de Misiones en la década de 1940. Fue propuesto como gobernador por el ministro Ángel Borlenghi a Juan Domingo Perón, quien termina finalmente designándolo en 1946. Fue el “fundador” del Partido Peronista en
Misiones, y lo proclamó en una reunión inaugural realizada el 4 de julio de 1948 en la sede de un 
local que actuaba como unidad básica, situado en la esquina de las calles Alberdi y Moritán, 
Durante su gestión tuvo bajo su responsabilidad la aplicación del primer plan quinquenal y como las principales obras que se
destacaron la construcción de más de veinte escuelas con orientación en Comercio para la formación de perítos mercantiles, Normales para la formación de maestros y varios colegios nacionales, además de las “ Misiones Monotécnicas” 
dedicados a la enseñanza de oficios como carpintería, albañilería, electricidad, plomería tanto a
jóvenes como adultos. Otras importantes obras de infraestructura fueron la reinauguración del puerto de Posadas, al que se le agregó la infraestructura de hormigónembarcaderos, galpones para depósito de mercaderías y oficinas. También logró bajo su gestión
la instalación de tanques para la reserva de combustibl construidas por Y.P.F., además de los barcos, camiones, automóviles, etc. 
Entre otros logros estuvo la apertura de la ruta provincial 12,  la compra de equipos para el funcionamiento del Departamento de Vialidad Nacional en Misiones que recibieron tractores para la reparación y mantenimiento de los
servicios viales que unían Posadas y las comunas del interior (González, 1998: 11) Se concretó la construcción de una línea férrea
que debía unir Posadas y la ciudad de Victoria Aguirre, luego rebautizada como [[Puerto Eva
Perón]] y finalmente Puerto Iguazú, al igual que la construcción de un tramo ferroviario desde
Posadas a Bernardo de Irigoyen en la frontera con Brasil y otro que uniese Posadas con Ituzaingó.
En lo social extendió la educación primaría y secundaria al interior provincial, construyó 17.000 viviendas en el interior provincial, bajando la cantidad de ranchos y casas de adobea un tercio en cuatro años
Pasó sus últimos años de vida en Posadas, residiendo en la pobreza en una casa de madera en el barrio de Villa Lanús, donde en la actualidad una calle lleva su nombre, y falleció en el Hospital Madariaga de aquella. Su salud se había deteriorado notoriamente a causa de un accidente. En su homenaje una plaza lleva su nombre